# 經塚

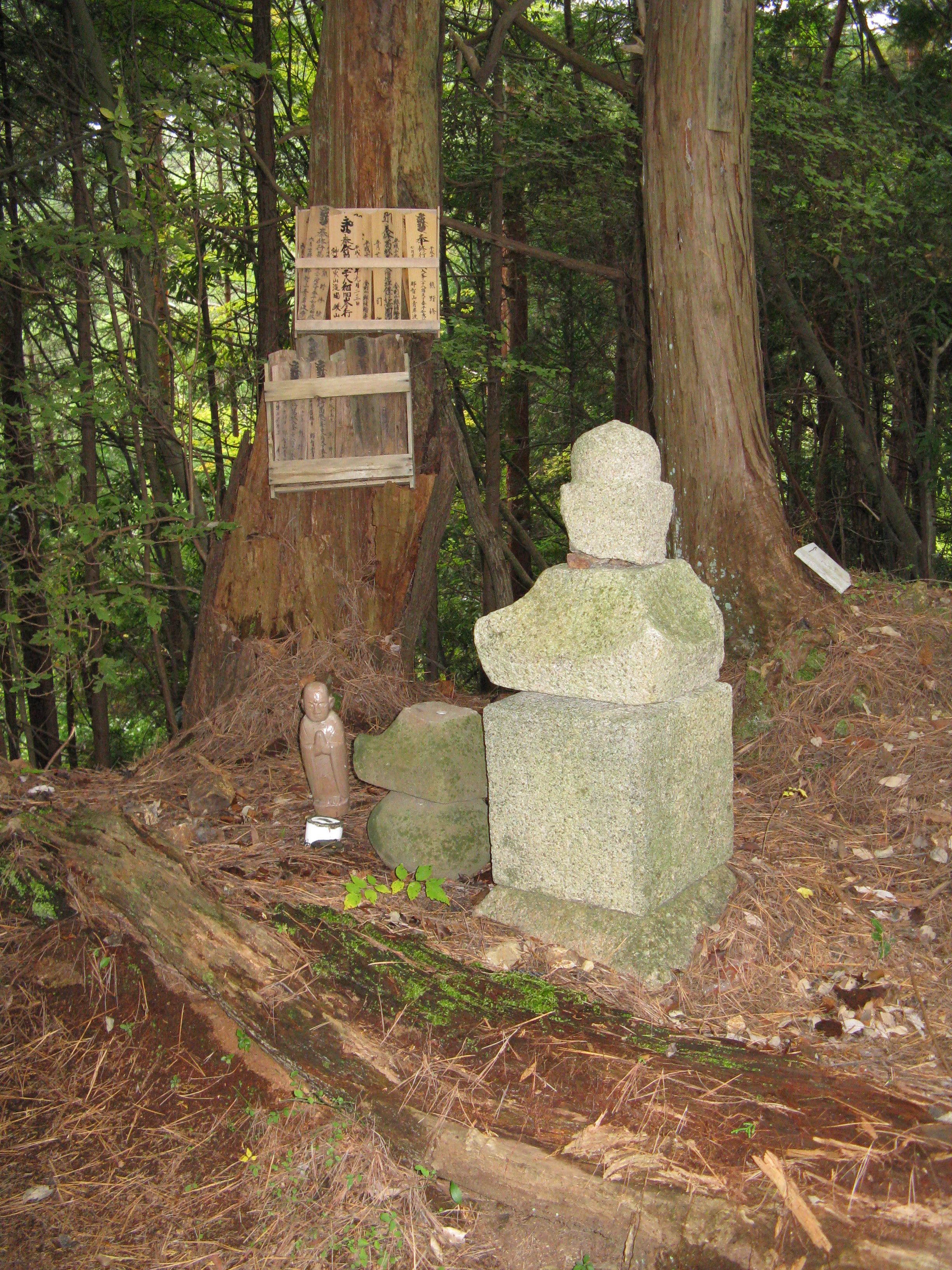
經塚（葛城二十八宿　第十五番經塚）

經塚（きょうづか）是將經典埋納在土中的塚。營造經塚埋經，佛教的善行之一種。

## 概要
埋納的佛經典主要是法華經，也有『般若心經』『阿彌陀經』『彌勒經』『大日經』『金剛頂經』『理趣經』等，或加上『無量義經』、『觀音堅經』等開經・結經。經典收納在金屬製、陶製或竹製的容器「經筒」中、經筒刻有銘文。埋納場所大多是被視為靈地或聖地的山頂或寺社境內。
寛弘4年（1007年），藤原道長在大和國金峰山山頂營造的金峰山經塚是日本最古老的經塚，原本是貴族階層在末法的危機感下，含有將經典傳至後代之意。12世紀是經塚的最盛期，曾一度衰退，中世透過廻國聖在諸國納經，擴散至庶民之間，加入了現世利益、追善供養的意義。

## 關連項目
- 經石